# Ranger 5
Ranger 5 fu una sonda appartenente al Programma Ranger destinata a raggiungere la Luna, fotografarla e compiere alcuni studi scientifici prima di precipitare al suolo.

## La Sonda
Ranger 5 apparteneva alla seconda generazione di sonde del Programma Ranger, come Ranger 3 e Ranger 4. Il veicolo di base era alto 3,1 metri e consisteva in una capsula lunare ricoperta di balsa per limitare i danni derivanti dall'impatto con la superficie lunare, mentre la base, di forma esagonale di 1,5 metri di diametro accoglieva l'antenna parabolica ad alto guadagno e due pannelli solari erano disposti come due "ali" ed erano lunghi ben 5,2 metri. L'energia elettrica veniva fornita da 8.680 celle solari poste sui due pannelli e da una batteria di zinco - argento di 11,5 kg. Possedeva un motore principale più un retrorazzo frenante. Il controllo della sonda era affidato ad un computer a stato solido montato a bordo, mentre da terra riceveva i vari comandi da eseguire.
Il sistema di comunicazione prevedeva, oltre all'antenna ad alto guadagno, anche un'antenna omnidirezionale a guadagno medio e due trasmittenti, uno a 960.1 MHz e l'altro a 960.05 MHz.
La navigazione e il controllo di assetto erano affidati a sensori solari e terrestri. La temperatura era controllata passivamente, con placcature d'oro, alluminio lucido e vernice bianca.
A bordo erano alloggiati i seguenti strumenti scientifici:
- Una videocamera vidicom con uno scanner in grado di "leggere" una foto in 10 secondi.
- Uno spettrometro a raggi x.
- Un altimetro radar.
- Un sismometro da rilasciare sulla Luna.

Il sismometro, uguale a quello a bordo di Ranger 3 e Ranger 4, era chiuso in una capsula e possedeva un trasmettitore di 50 mW, un'antenna orientabile e 6 batterie che avrebbero dovuto alimentarlo per 30 giorni. Era progettato per sopportare un urto con la superfici lunare fino a 130/160 km/h.

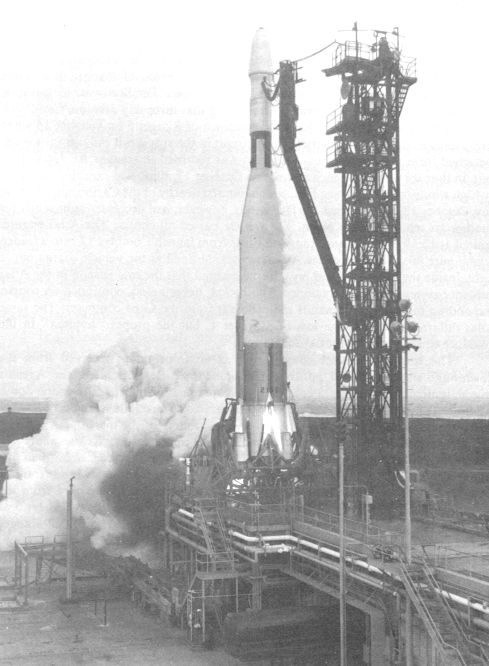
Lancio del Ranger 5

## La Missione
Ranger 5 fu lanciato il 18 ottobre del 1962 alle 16:59:00 UTC tramite il razzo vettore Atlas-Agena. La sonda riuscì a lasciare l'orbita bassa terrestre ed iniziò il suo viaggio verso la Luna. Al momento della separazione della capsula dal vettore fu acceso il retrorazzo per immettere Ranger 5 sulla rotta corretta. Successivamente si verificò un problema e non fu possibile attivare l'alimentazione elettrica alla sonda, le cause di questo malfunzionamento sono sconosciute. Le batterie funzionarono per le successive 8 ore e 44 minuti, successivamente la macchina fu inutlizzabile. Lo spettrometro a raggi x funzionò e trasmise a Terra dati per le prime 4 ore e 44 minuti.
Ranger 5 mancò la Luna per soli 725 km, in quanto non fu possibile effettuare una correzione di rotta, e al momento si trova in un'orbita eliocentrica perenne.